# Mollinedia gilgiana
Mollinedia gilgiana es una especie de planta de flores perteneciente a la familia Monimiaceae. Es endémica de Brasil en Río de Janeiro. Está tratada en peligro de extinción por pérdida de hábitat.

## Fuente
- Varty, N. 1998.  Mollinedia gilgiana.   2006 IUCN Red List of Threatened Species.    Bajado el 22-08-2007.